# Urbacodon
Urbacodon („Zub objevený URBACem“, tedy uzbecko-rusko-britsko-americko-kanadskou expedicí) byl rod malého teropodního dinosaura z čeledi Troodontidae.

## Popis
Tento malý teropod dosahoval délky kolem 1,5 metru a žil na území dnešního Uzbekistánu asi před 95 až 90 miliony let. První část názvu je akronym, na počest U-zbeckých, R-uských, B-ritských, A-merických a K-anadských vědců, kteří tohoto dinosaura objevili. Typový exemplář byl pojmenován Alexandrem Averianovem a Hansem-Dieterem Suesem v roce 2007 jako U. itemirensis na základě levého čelistního oblouku s denticí o 32 zubech. Čelist byla dlouhá 79,2 mm.
Tento troodontid byl objeven v souvrství Dzharakuduk (Džarakuduk) cenomanského stáří. Autoři popisu také identifikovali zuby stejného rodu v souvrství Bissekty turonského stáří (Urbacodon sp.). Urbakodon se výrazně podobal rodům Zanabazar, Byronosaurus, Mei nebo Xixiasaurus, v některých detailech na zubovině se však od nich výrazně liší (např. zuby postrádají typické vroubkování).
V roce 2024 byl formálně popsán nový druh rodu Urbacodon, a to U. norelli. Fosilie tohoto teropoda byly objeveny v sedimentech geologického souvrství Iren Dabasu na území čínské Autonomní oblasti Vnitřní Mongolsko.